# Kullerstads kyrka

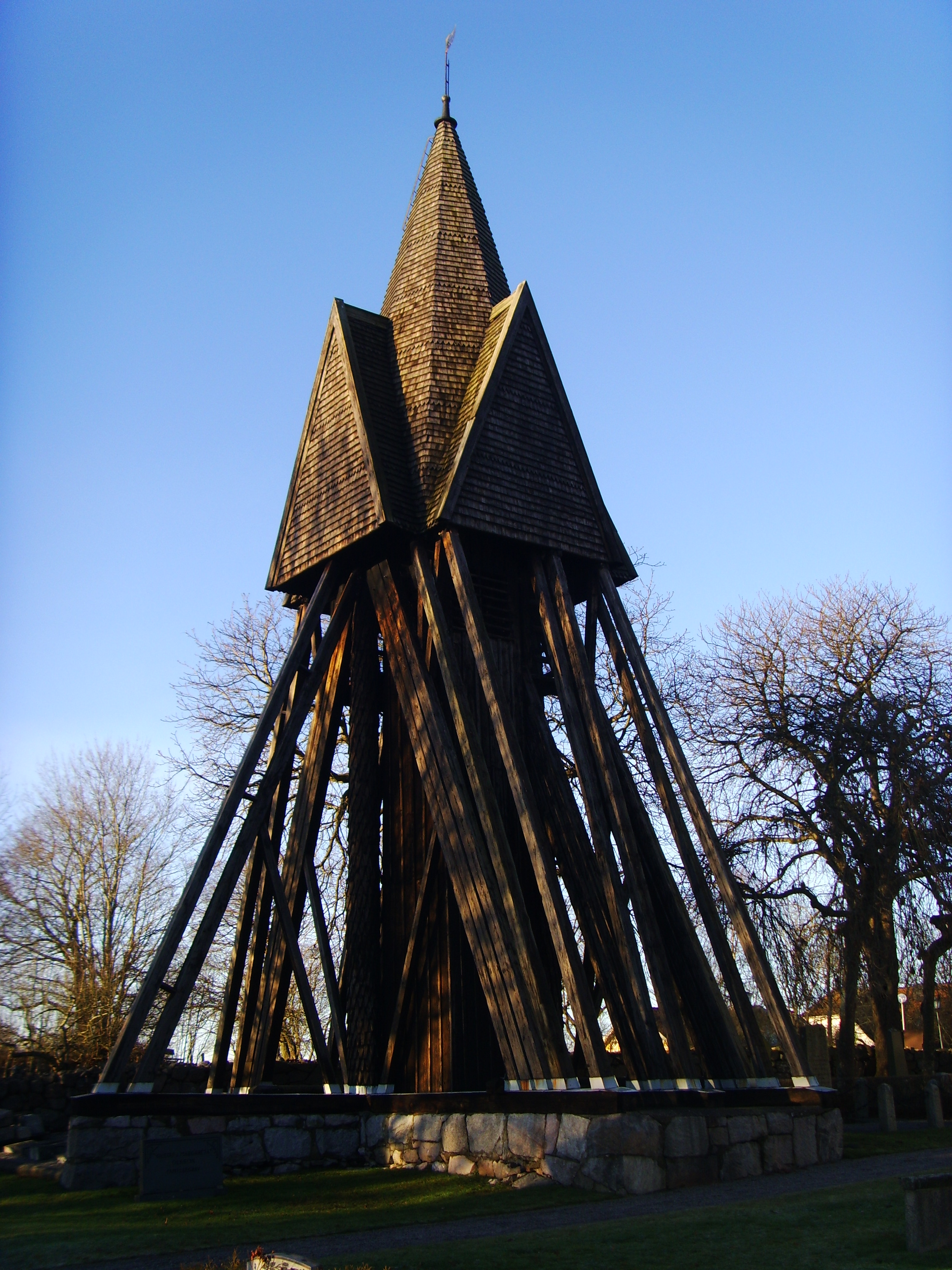
Klockstapeln

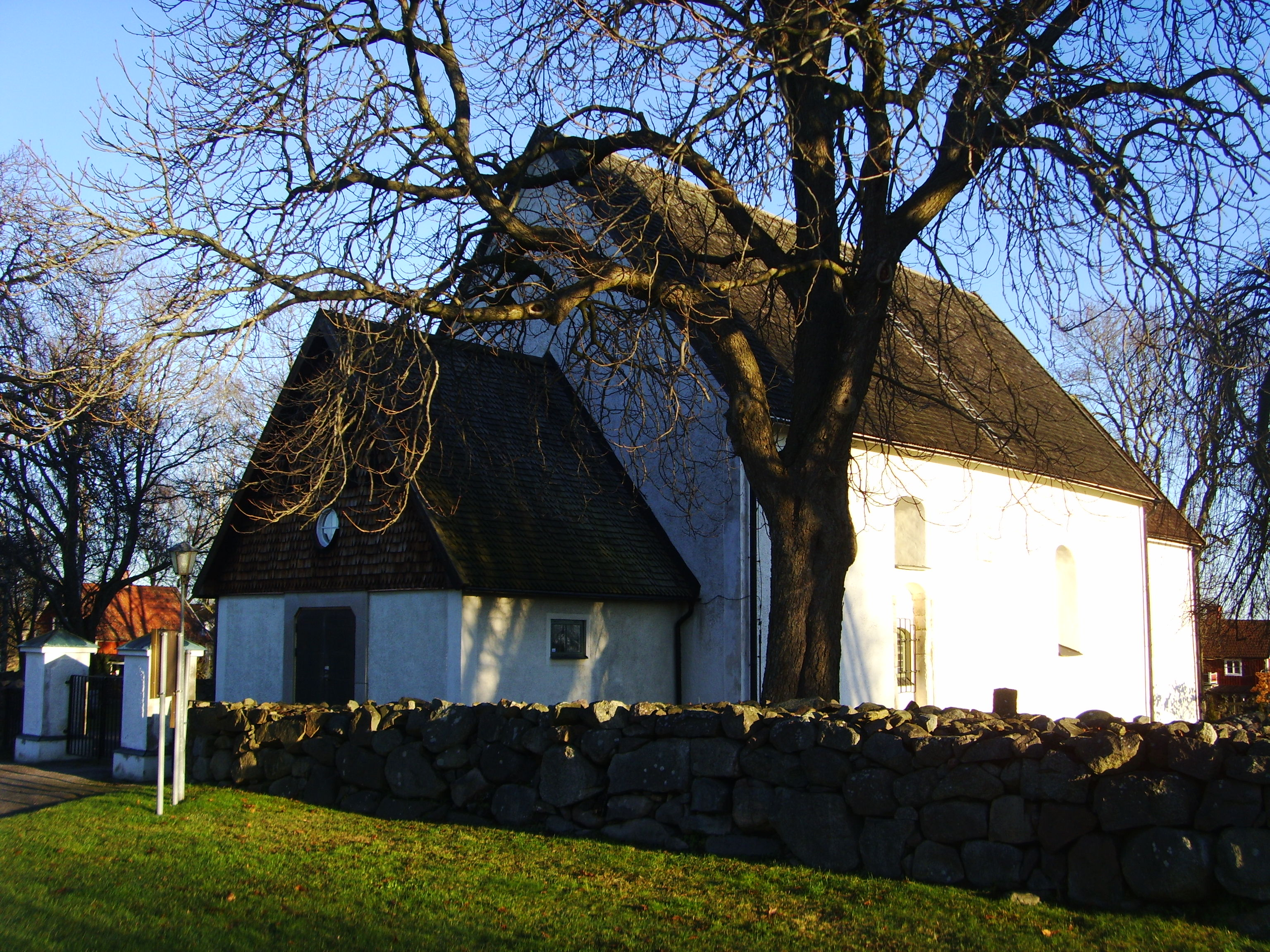
Kyrkans vapenhus, långhus och kor.

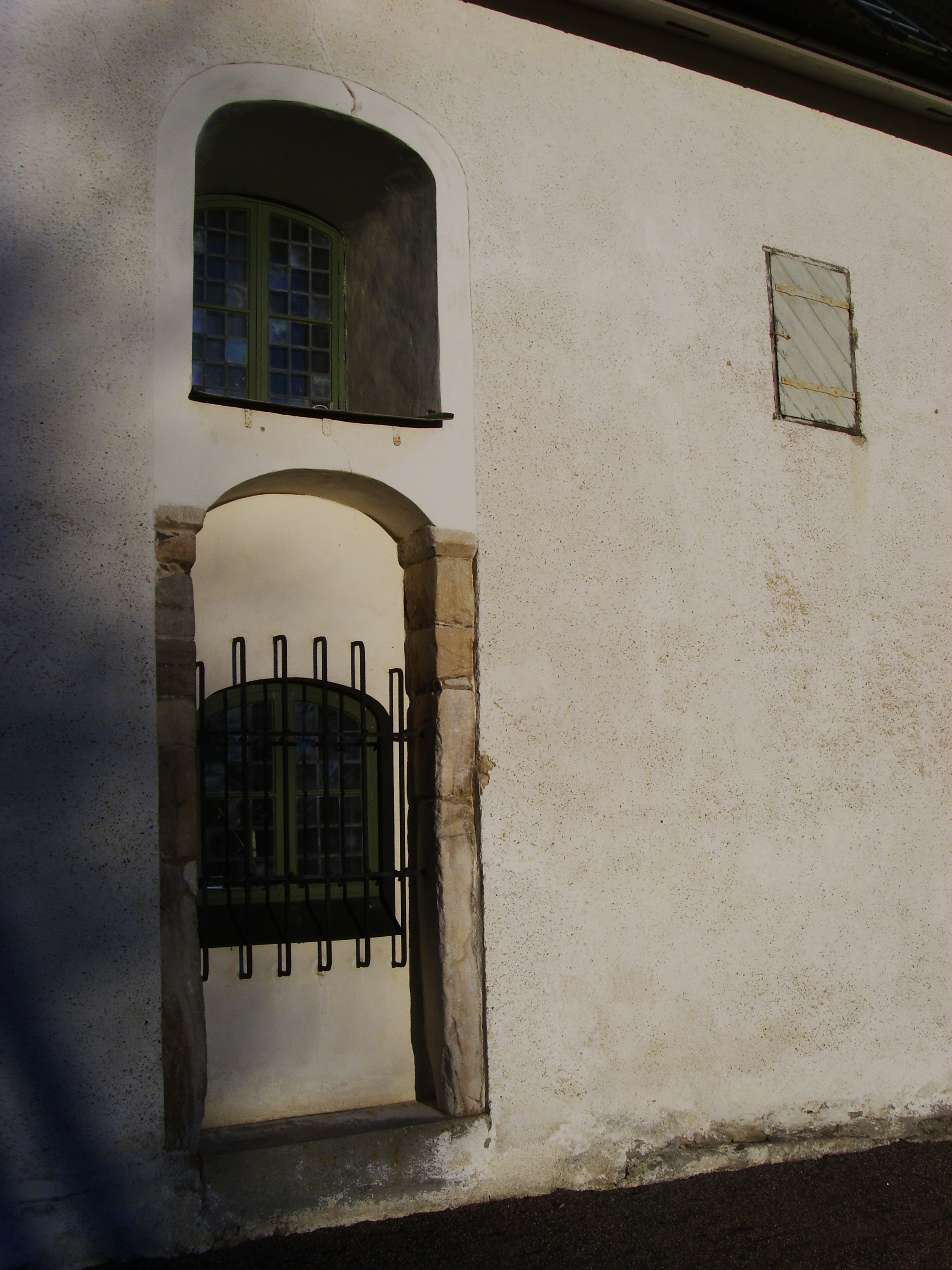
Kyrkans äldsta ingång var söderifrån, rester av en medeltida portal visar denna.

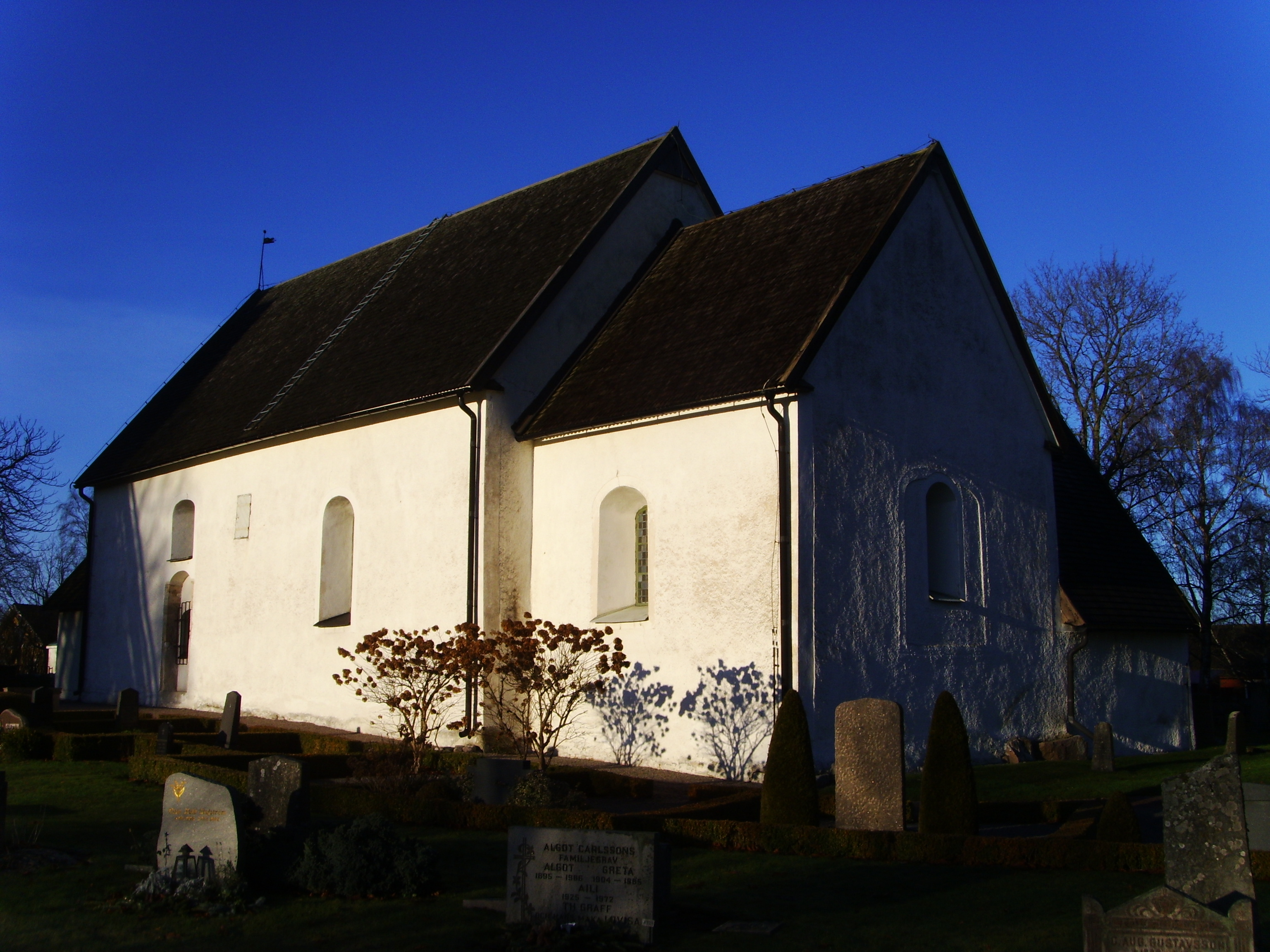
Kyrkans avslutande raka kor är ett tecken på att kyrkan ej tillhör stiftets äldsta, under härrör från 1200-talet.

Kullerstads kyrka är en kyrkobyggnad i Kullerstads socken och Norrköpings Borgs församling i Östergötland. Kyrkan ligger 1,5 mil väster om Norrköping och 1,5 kilometer öster om Skärblacka och tillhör Linköpings stift.

## Kyrkobyggnaden
Kullerstads kyrka är en vitputsad stenkyrka med romansk prägel bestående av långhus och smalare rakt avslutat kor, båda försedda med sadeltak. Kyrkan saknar torn men har i väster ett lägre vapenhus i reveterat trä, även detta med sadeltak. Norr om koret finns en sakristia. På kyrkogården väster om kyrkan står en robust klockstapel med två kyrkklockor, som samlar menigheten, när det är gudstjänst.
Interiören präglas framför allt av långhusets gotiska stjärnvalv med ribbor och ribbliknande listverk. Bakom en låg spetsbågig triumfbåge ligger koret, också det överbryggt av ett stjärnvalv. I valven finns kalkmålningar från olika epoker. Äldst är några fragment i och omkring triumfbågen från tiden före valvslagningen. De flesta kalkmålningarna är från senare delen av 1500-talet. Bland annat är Kristus samt de visa och fåvitska jungfruarna avbildade, men det finns även fyrkantiga kartuscher, kvistar med avlånga blad och päron, m.m.
Dekorationerna i koret har i huvudsak kommit till vid restaureringen 1917. På altaret står ett skulpterat krucifix i trä och i stället för altartavla finns ovanför altaret ett fönster med glasmålning visade en röd tulpan. I norra korväggen en liten nisch för förvaring av nattvardskärl m.m. Under korgolvet göms en murad grav för adliga ätten Rosenstråle, som förr innehade Skattna gård i socknen.
Nere i långhuset återfinns predikstolen på evangeliesidan alldeles intill triumfbågen. Korgen är försedd med skulpturer av Kristus och evangelisterna Matteus, Markus, Lukas och Johannes med sina igenkänningsattribut. Den har stilistisk anknytning till den obetydligt äldre stol, som tidigare stått i Risinge gamla kyrka, men nu finns i Finspångs slottskapell. I kyrkan finns vidare en dopfunt från 1200-talet, ett av kyrkans äldsta föremål, med ett nutida dopfat i mässing. Bänkinredningen är av 1600-talstyp.

## Historik

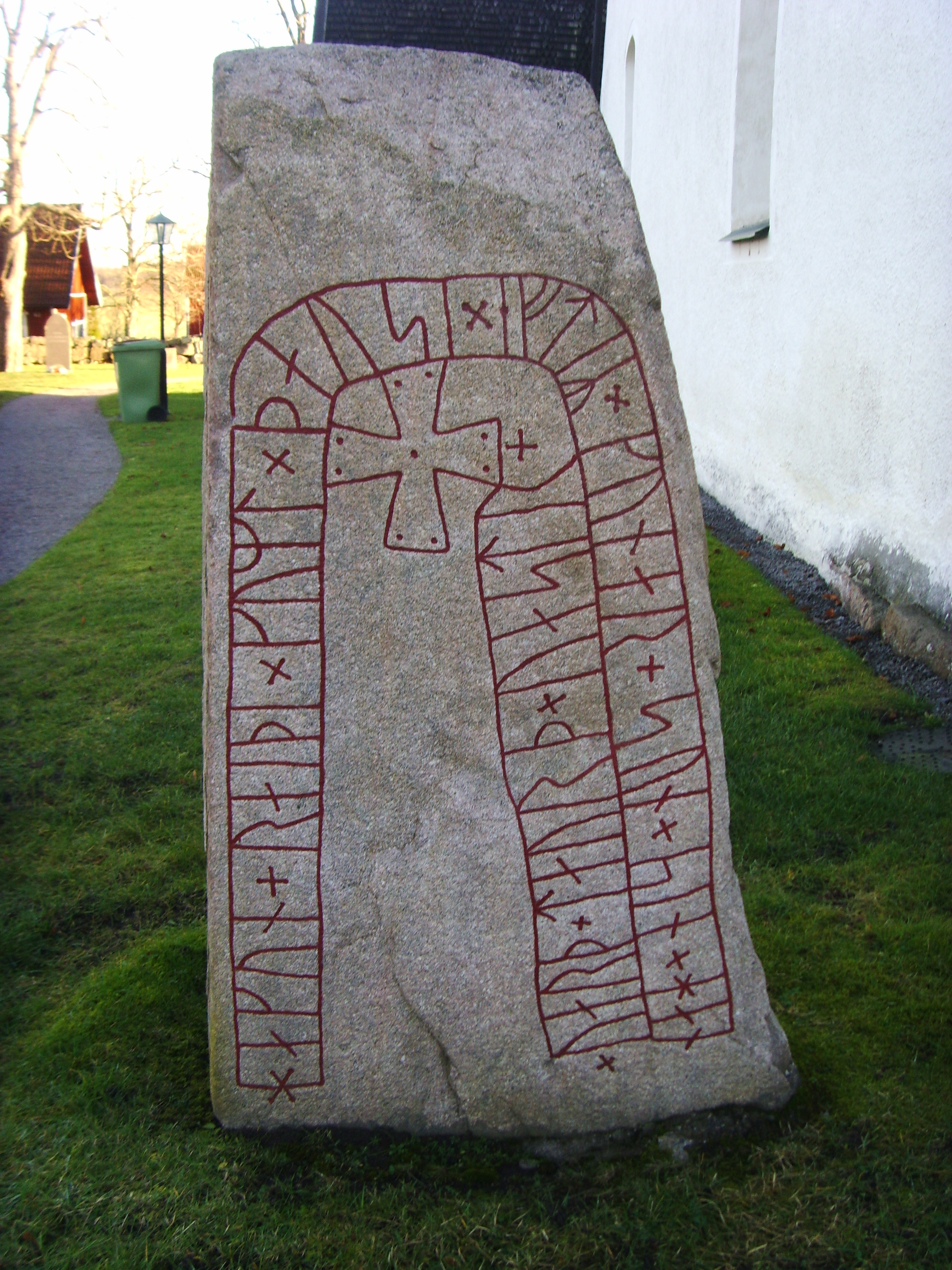
Runstenen vid Kullerstads kyrka påträffades 1969 i kyrkogårdsmuren. Sannolikt har den stått drygt 500 meter norrut vid den så kallade Gunnarsbron över Kullerstadsbäcken, som parsten till en annan runsten, även den rest av Håkan till minne av sonen som dött i västerled. Inskriften är från 1000-talet och lyder på modern svenska: Håkan reste detta minnesmärke efter Gunnar sin son. Han blev död i väster.

Stenkyrkan i Kullerstad härrör ursprungligen från 1200-talets början eller i varje fall från dess förra del. Några spår efter en äldre föregångare i form av en träkyrka har man hitintills inte kunnat finna. Kyrkan bestod ursprungligen av långhus och kor murade i gråsten, med, som sed var, ingång från söder; där muren visar rester av en äldre portal. Högt upp på väggarna fanns små rundbågiga,  fönstergluggar utan glas, vilka gav ett sparsamt dagsljus. Innertaket var plant och bestod av bräder. Fasta bänkar saknades.
Triumfbågen, som till en början var smalare än nu, vidgades senare, förmodligen under 1300-talet. Då tillkom också dekorationer med trappgavelsmotiv samt accentueringar av tegelstenarna i triumfbågens valv. I triumfbågen fanns ett skrank, som skilde koret från långhuset. Senare, kanske någon gång under 1400-talet, byggdes sakristian norr om koret. Under 1500-talet välvdes hela kyrkan. Man slog kryssvalv av tegel och byggde till kor och sakristia. Antagligen av ekonomiska skäl höll man sig därvid under de gamla takstolarnas nivå. Dock tilläts valvens hjässor resa sig högre än takbjälkarna, som alltså kapades mitt för varje valvkrön.
Under 1540-talet drog Gustav Vasa in kyrkornas silver till kronan. Även Kullerstads socken drabbades och fick lämna ifrån sig 2½ kilogram silverpjäser. Jämväl prästgården förlorades, men återlämnades till församlingen av Johan III.
Antagligen någon gång under 1600-talet byggdes ett timrat vapenhus vid ingången väster om kyrkan. I arkivalierna anges att detta reparerades och omspånades 1697. Fönstren utvidgades under århundradenas gång. År 1654 gjordes ett nytt fönster invid sakristian för den predikstol som enligt årtal i trappan kom till 1657 och ljudtak från 1658 enligt årtal på baldakinen. Vid denna tid fick kyrkan även en ny bänkinredning. Redan tidigare hade det funnits en klockstapel utanför kyrkan, men nu byggdes en ny öppen, robust stapel under ledning av byggmästaren Knut i Åby.
Mitt under Stora nordiska kriget skaffade församlingen en piporgel till stöd för församlingssången. Vid sockenstämman i december 1701 "föregav Gudmund Andersson i Odensåker, wore nödigt och en Prydnat för Kyrkian att få itt Orgewärk, hwilket ock församlingen bijföll, och slöts att tala dherom med Orgemakaren i Söderköpijng, Mäster Johan Agerwall". Det blev klockaren som fick till uppgift att traktera det nya instrumentet. År 1731 inrättades ett fönster ovanför den igenmurade sydportalen för att få ljus till orgelläktaren.
Carl Fredric Broocman berättar i mitten av 1700-talet: "Kyrkan är byggd på Krono grund, en och en half mil ifrån Norrköping, och har så wäl namn af en högd, på hwars öfwerste Kulle hon står, som ock af the många Ättebackar eller Kullar, hwilka icke allenast hardt wid Kyrkon, utan ock eljest i Socknen äro. Hon är 33 alnar lång och 10 och en half aln bred. Altartaflan är mycket gammal, och föreställer Christi korßfästelse uti Bildthuggeri. Predikstolen är theslikes af Bildthuggare-Arbete, men är 1659[?] upsatt och till Kyrkon förärad af Lagman Sven Ribbing. Orgelwerket har 5 stämmor; och hänga Kyrkans Klockor uti  Trästapel, emedan intet Torn är wid Kyrkon. Båda Klockorna äro gutne år 1632. Uti Kyrkon är then Rosenstråliska Familie-Grafwen, och några små Epitaphier, som Familien om thes Fädernes och Mödernes Anor låtit upsätta. [...]
År 1792 höggs en mycket bred fönsteröppning upp i korets östgavel; konturerna kan ännu skymtas under putsen. Av de ursprungliga små fönstren återstår endast ett fragment i form av en glugg in till vinden, belägen mitt på långhusets södra vägg.
Ännu under mitten av 1800-talet fanns många av de medeltida inventarierna kvar: ett altarskåp, en skulptur av jungfru Maria och en skulptur av Sankt Olof, samtliga skurna i trä och målade och förgyllda. Altarskåpet och Olofsstatyn skänktes 1862 till Statens historiska museum i Stockholm; Mariaskulpturen, liksom det triumfkrucifix som måste ha funnits i triumfbågen, är spårlöst borta. År 1845 revs det timrade vapenhuset i väster och ersattes med ett nytt byggt i reveterat trä.
År 1917 renoverades och restaurerades kyrkan under ledning av arkitekten Otar Hökerberg (1882-1960). Det alltför breda korfönstret minskades i storlek och kalkmålningarna, som under senare tid dolts under ett putslager, togs åter fram. Arbetet utfördes av dekorationsmålaren C. L. Lundin, som även gjorde egna målningar i koret. Flera nya bänkdörrar tillkom.
Klockstapeln reparerades 1932 under ledning av arkitekten Kurt von Schmalensee. År 1946 restaurerades kyrkan, 1954 skapade konstnären Brita Reich-Eriksson en glasmålning i korfönstret och 1975–1976 restaurerades interiören.

## Inventarier
- Dopfunt av kalksten från 1200-talet med dopfat av mässing skapat 1932 av ciselören A. W. Borg i Jönköping.
- Predikstol från 1657 med baldakin från 1658. På korgen skulpturer av Kristus och evangelisterna Matteus (med en ängel), Markus (med ett lejon), Lukas (med en oxe) och Johannes (med en örn).
- Krucifix på altaret, skulpterat i trä, skänkt 1925 av brukskassören Alfred Rydström och hans maka Annie, född Öhrvall.
- Glasmålning i korfönstret, visande en stor röd tulpan mot en blå botten, komponerad 1954 av konstnären Brita Reich-Eriksson och bekostad av Fiskeby Fabriks AB. Motivet är inspirerat av Jobs bok där det i början av 14:e kapitlet står: "Människan, av kvinna född, lever en kort tid och mättas av oro. Hon växer som blomman och vissnar, en skugga som snart är borta".
- Oljemålning från 1700-talet, återgivande Kristus på korset, skänkt 1933 till kyrkan av kyrkoherden Erik Nordberg i f.d. Åker och Lämna församlingar.
- Ljusplåt från 1698 uppsatt i triumfbågen på den södra sidan, skänkt av Jacob och Christina Meiding.
- Ljusplåt från 1698 uppsatt i triumfbågen på den norra sidan, skänkt av löjtnanten Jöns Rosenstråle och hans hustru Anna Cristina Storckenfeldt.
- Antependium från 1700-talets förra hälft.
- Mässhake, grön med medeltida broderier, skänkt 1721 av kaptenen vid Bohusläns dragonregemente Reinhold Gustafsson de Charlière på Ribbingholm.
- Mässhakar från 1593, 1633 och 1700-talet.
- Mässhake, av svart sammet med silverkors, anskaffad på 1790-talet.
- Brudpäll av siden från 1600-talet.
- Epitafium från 1622 över kyrkoherde Nils Jönsson Kore, hans hustru Kristin Svensdotter och deras fem barn.
- Votivskepp, tremastat, men tyvärr mycket illa medfaret, enligt en inventarieförteckning från 1651 skänkt av kapten Per Boosson från Stockholm.
- Kyrkklockor i klockstapeln, den ena gjuten 1632 och den andra 1932, sistnämnda gjuten av M & O Ohlsson i Ystad.
- Lillklockan från 1632 förvaras på nya begravningsplatsen i Skärblacka.

## Orgel
- 1701: Sockenstämmebeslut om anskaffande av orgelverk.
- 1704: Orgelbyggare Johan Agerwall, Söderköping, bygger ett positiv innehållande 5 orgelstämmor.[1] 16 augusti 1757 lagas orgelverket. 1762 lagas några pipor.[2]
- 1868-1869: Firma Åkerman & Lund, Stockholm, bygger ett 5-stämmigt orgelverk.
- 1917: E A Setterquist & Son, Örebro, bygger en 1-manualig orgel med 9 stämmor.
- 1947: Samma firma utökar orgeln till 12 stämmor på 2 manualer & pedal. Mekanisk traktur, mekanisk-pneumatisk registratur & rooseveltlådor.

Disposition:
| Manual I         | Manual II       | Pedal                | Koppel    |
| Borduna 16’      | Salicional 8’   | Subbas 16’ (transm.) | I/P       |
| Principal 8’     | Rörflöjt 8’     |                      | II/P      |
| Gedackt 8’       | Principal 4’    |                      | II/I      |
| Oktava 4’        | Rörkvint 2 2/3’ |                      | 4’ I/I    |
| Flöjt 4’         | Oktava 2’       |                      | 16’ II/II |
| Mixtur III chor. |                 |                      |           |

- 1978: Firma Åkerman & Lund, Knivsta, bygger en helmekanisk orgel.

Disposition:
| Huvudverk II      | Ryggpositiv I     | Pedal        | Koppel |
| Spetsflöjt 8’     | Trägedackt 8’     | Subbas 16’   | I/P    |
| Fugara 8’         | Koppelflöjt 4’    | Borduna 8’   | II/P   |
| Principal 4’      | Principal 2’      | Nachthorn 4’ | I/II   |
| Tvärflöjt 4’      | Octavflöjt 2’     | Fagott 16’   |        |
| Kvint 2 2/3’      | Sedecima 1’       |              |        |
| Octava 2’         | Ters 4/5’         |              |        |
| Ters 1 3/5’       | Krumhornsregal 8’ |              |        |
| Mixtur III chor.  | Tremulant         |              |        |
| Crescendosvällare |                   |              |        |

## Bildgalleri

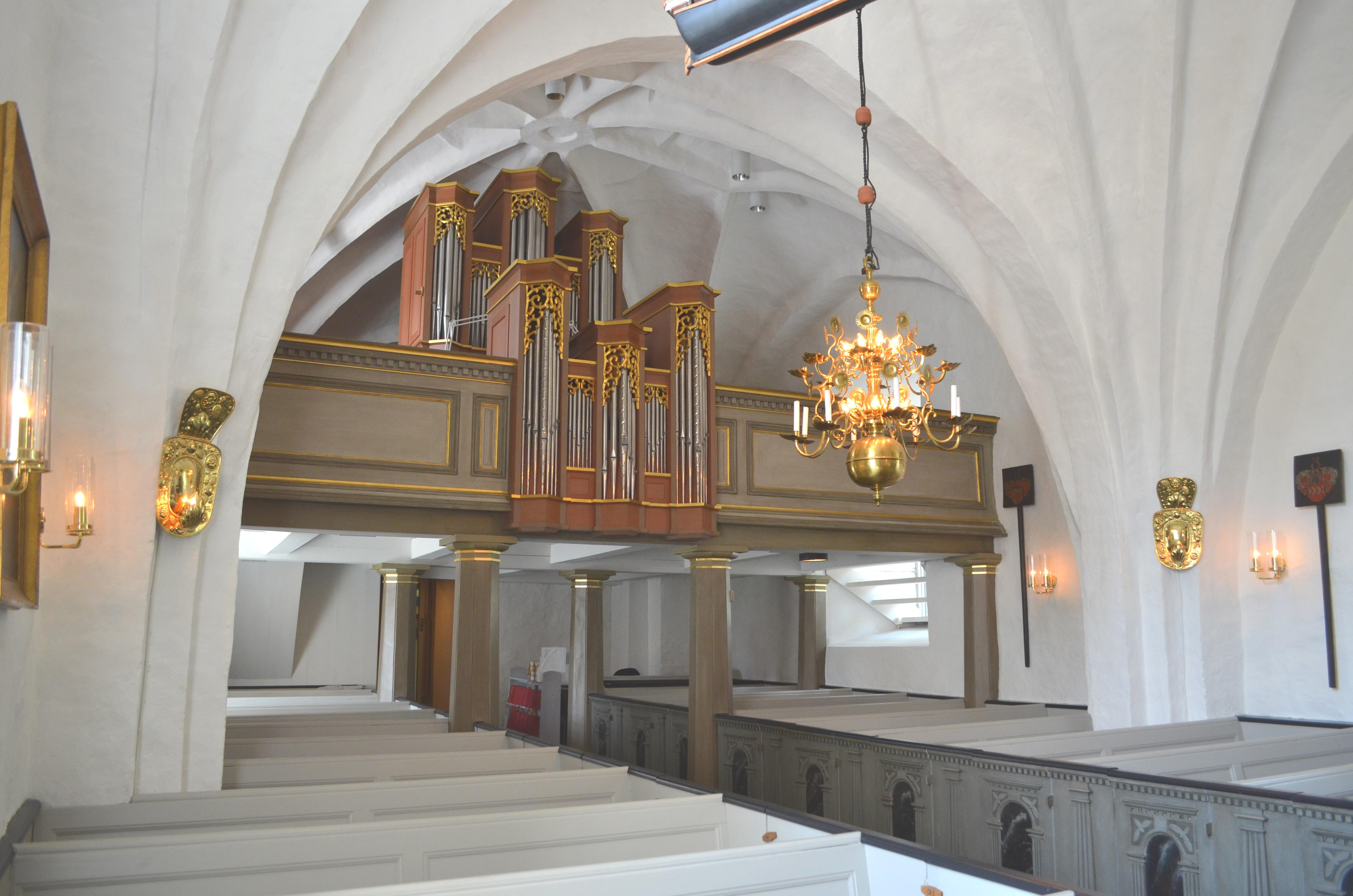
Kullerstad kyrkas orgelläktare
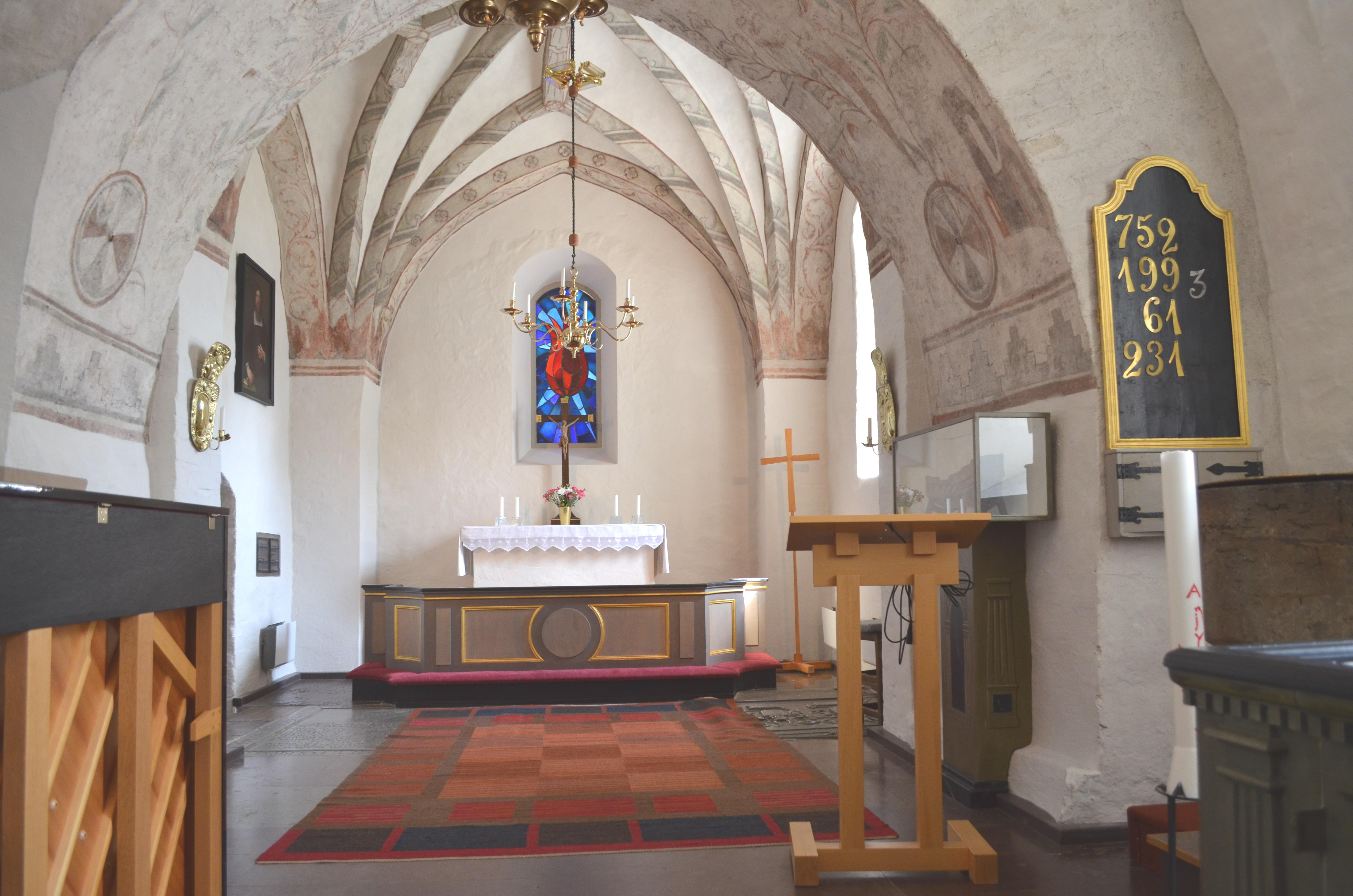
Kullerstad kyrkas altare
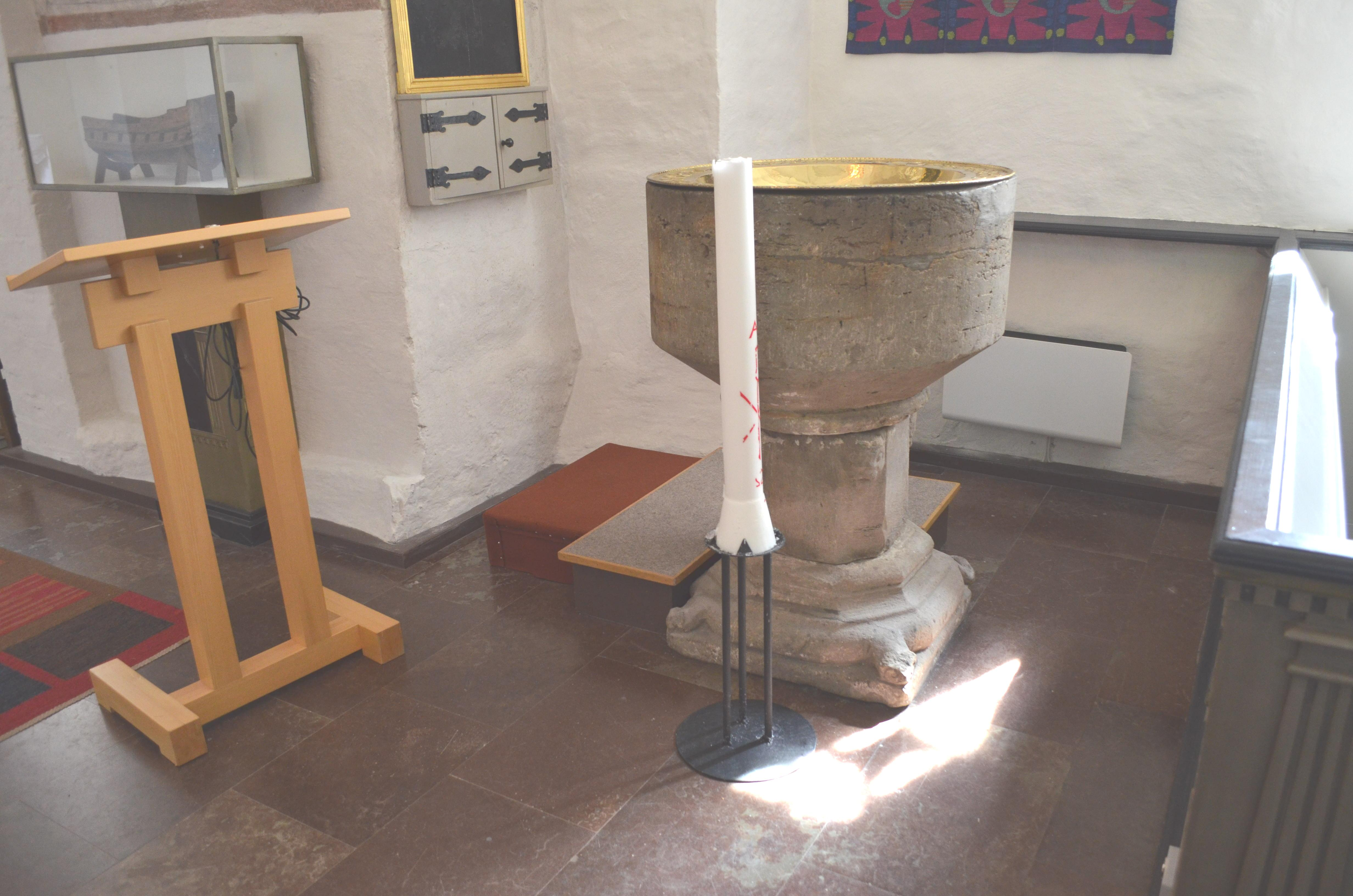
Kullerstad kyrkas dopfunt
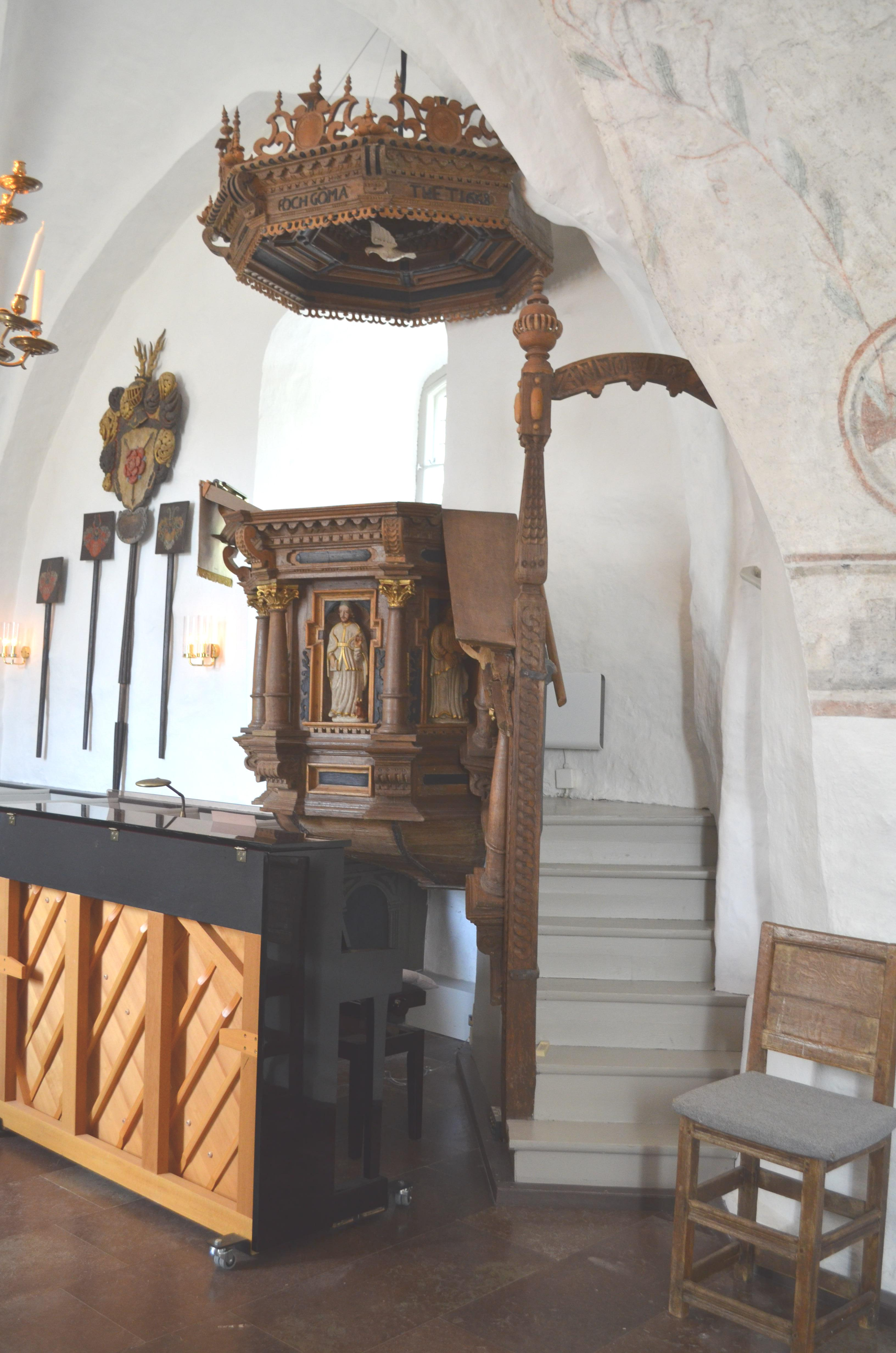
Kullerstad kyrkas predikstol
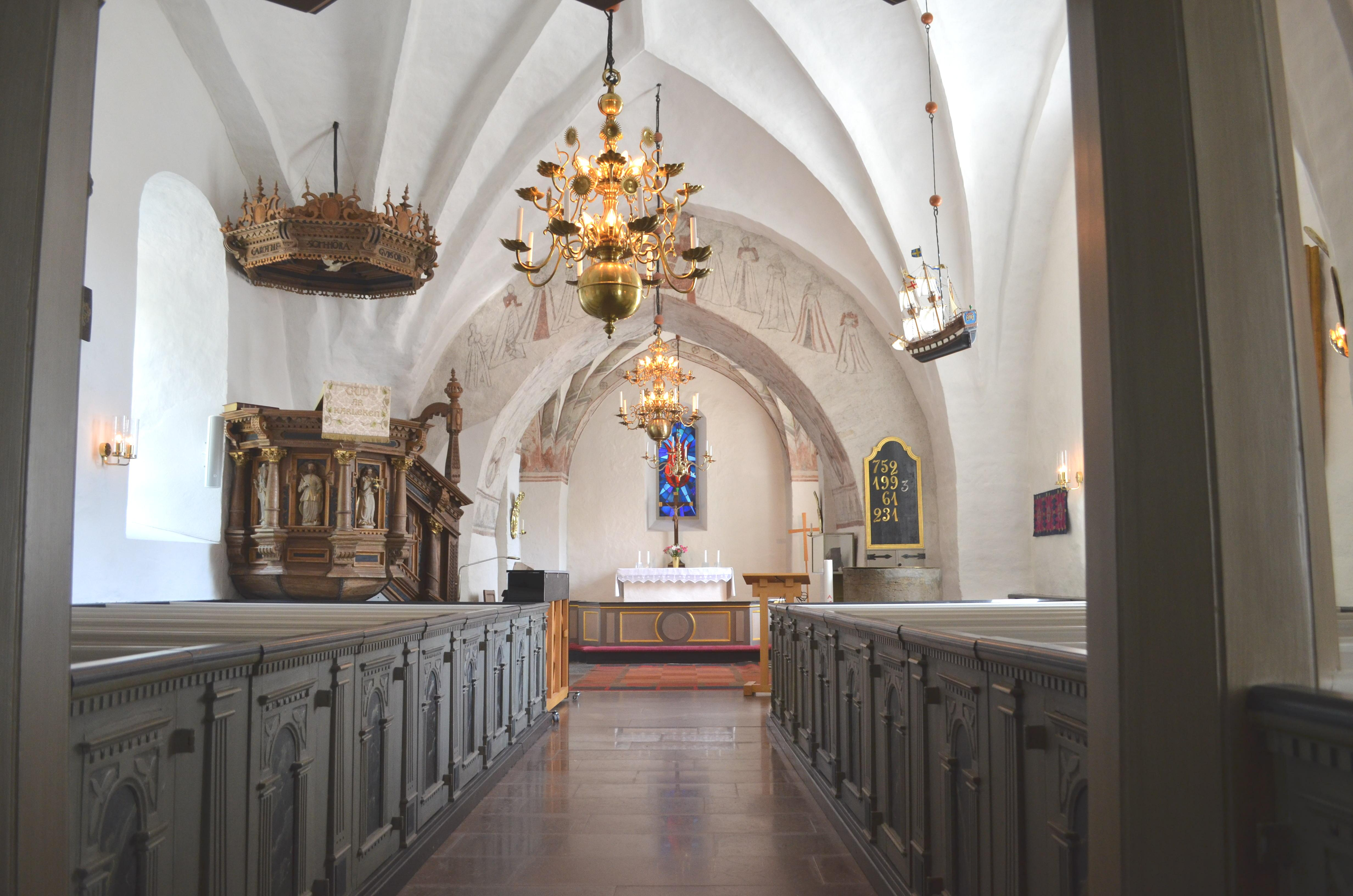
Kullerstad kyrkas kyrksal